# جایزه بزرگ ایالات متحده ۱۹۷۳
جایزه بزرگ ایالات متحده ۱۹۷۳ (انگلیسی: ‎1973 United States Grand Prix‎) یک مسابقهٔ موتوری در رشتهٔ اتومبیل‌رانی فرمول یک بود که در تاریخ ۷ اکتبر ۱۹۷۳ در مسیر مسابقه جایزه بزرگ واتکینز گلن واقع در واتکینز گلن، نیویورک، ایالات متحده آمریکا برگزار شد. این گراند پری در میان ۱۵ گراند پری در فصل ۱۹۷۳، مسابقهٔ شمارهٔ ۱۵ بود.
در این مسابقه که در ۵۹ دور و به مسافت ۳۲۰٫۶۷ کیلومتر (۱۹۹٫۲۵۵ مایل) برگزار شد، پول پوزیشن توسط رونی پیترسن کسب شد و سریع‌ترین زمان برای طی یک دور پیست که برابر با ۱:۴۱٫۶۵۲ بود نیز توسط جیمز هانت به ثبت رسید.
رونی پیترسن از تیم لوتوس-فورد، جیمز هانت از تیم مارچ-فورد و کارلوس روتمان از تیم برابام-فورد به‌ترتیب مقام‌های اول تا سوم مسابقه را کسب کردند.

## رده‌بندی قهرمانی پس از مسابقه
|       | جایگاه | راننده           | امتیاز |
| ----- | ------ | ---------------- | ------ |
|       | ۱      | جکی استوارت      | ۷۱     |
|       | ۲      | امرسون فیتیپالدی | ۵۵     |
| ۱     | ۳      | رونی پیترسن      | ۵۲     |
| ۱     | ۴      | فرانسوا سورت     | ۴۷     |
|       | ۵      | پیتر روسون       | ۳۸     |
| منبع: |        |                  |        |

|       | جایگاه | سازنده      | امتیاز  |
| ----- | ------ | ----------- | ------- |
|       | ۱      | لوتوس-فورد  | ۹۲ (۹۶) |
|       | ۲      | تایرل-فورد  | ۸۲ (۸۶) |
|       | ۳      | مک‌لارن-فورد | ۵۸      |
|       | ۴      | برابام-فورد | ۲۲      |
| ۳     | ۵      | مارچ-فورد   | ۱۴      |
| منبع: |        |             |         |

یادداشت
- تنها پنج جایگاه نخست از هر رده‌بندی نمایش داده شده‌است.